# Nothocascellius
Nothocascellius es un género de coleópteros adéfagos de la familia Carabidae. 

## Especies
Relación de especies:
- Nothocascellius aeneoniger (Waterhouse, 1841)
- Nothocascellius hyadesii (Fairmaire, 1885)